# Odontobutis hikimius
Odontobutis hikimius — вид риб родини Odontobutidae. Прісноводна бентопелагічна субтропічна риба, сягає 15.6 см довжини. Є ендеміком Японії.